# Sean McDermott (football américain)
Sean McDermott, né le 21 mars 1974 à Omaha dans le Nebraska, est un entraîneur de football américain. Il est l'entraîneur principal des Bills de Buffalo de la National Football League (NFL) depuis 2017.

## Statistiques en NFL
| Équipe           | Saison | Saison régulière | Saison régulière | Saison régulière | Saison régulière | Saison régulière | Playoffs | Playoffs | Playoffs    | Playoffs                                                         |
| Équipe           | Saison | V                | D                | N                | % victoires      | Classement       | G        | P        | % victoires | Résultat                                                         |
| ---------------- | ------ | ---------------- | ---------------- | ---------------- | ---------------- | ---------------- | -------- | -------- | ----------- | ---------------------------------------------------------------- |
| Bills de Buffalo | 2017   | 9                | 7                | 0                | 56,3             | 2e AFC Est       | 0        | 1        | 0           | Défaite contre les Jaguars de Jacksonville barrage               |
| Bills de Buffalo | 2018   | 6                | 10               | 0                | 37,5             | 3e AFC Est       |          |          |             |                                                                  |
| Bills de Buffalo | 2019   | 10               | 6                | 0                | 62,5             | 2e AFC Est       | 0        | 1        | 0           | Défaite contre les Texans de Houston en barrage                  |
| Bills de Buffalo | 2020   | 13               | 3                | 0                | 81,3             | 1er AFC Est      | 2        | 1        | 66,7        | Défaite contre les Chiefs de Kansas City en finale de conférence |
| Bills de Buffalo | 2021   | 11               | 6                | 0                | 64,7             | 1er AFC Est      | 1        | 1        | 50          | Défaite contre les Chiefs de Kansas City en finale de division   |
| Bills de Buffalo | 2023   | 13               | 3                | 0                | 81,3             | 1er AFC Est      | 1        | 1        | 50          | Défaite contre les Bengals de Cincinnati en finale de division   |
| Bills de Buffalo | 2024   | 13               | 4                | 0                | 76,5             | 1er AFC Est      | 1        | 1        | 50          | Défaite contre les Chiefs de Kansas City en finale de conférence |
| Totaux           | Totaux | 73               | 41               | 0                | 64               |                  | 5        | 6        | 45,45       |                                                                  |